# Trachelanthus korolkowii
Trachelanthus korolkowii är en strävbladig växtart som beskrevs av Vladimir Ippolitovich Lipsky. Trachelanthus korolkowii ingår i släktet Trachelanthus och familjen strävbladiga växter. Inga underarter finns listade i Catalogue of Life.